# Sagittaria chapmanii
Sagittaria chapmanii là một loài thực vật có hoa trong họ Alismataceae. Loài này được (J.G.Sm.) C.Mohr miêu tả khoa học đầu tiên năm 1897.